# Poker Face (canción de Ayumi Hamasaki)
«Poker Face» (en español: «Cara de póquer») es el primer sencillo oficial lanzado por la cantante japonesa Ayumi Hamasaki el 8 de abril de 1998. El lanzamiento oficial del sencillo fue en 1998, pero en 2001 fue reeditado en una edición maxisencillo, siendo mayoritariamente completado con remezclas que habían sido hechos para la canción años atrás y que nunca salieron a la luz.

## Información
Las letras de la canción fueron escritas completas por la misma Ayumi Hamasaki, y fue compuesta por Yasuhiko Hoshino. Las letras contrastan completamente con el ritmo de la canción. Ayumi desde un comienzo comenzó a ganarse a su público principalmente debido a lo profundo de sus letras, a pesar de los básicos que eran las melodías de las canciones. En esta canción por ejemplo destaca principalmente la frase «Quiero llorar, pero voy a sonreír; quiero tu amor» muestra como alguien puede fingir sus verdaderos sentimientos a otros para no mostrar vulnerabilidad.

## Vídeo
El vídeo de la canción también fue una completa idea de la misma Ayumi; ella quería ser parte de todos los ámbitos y manejar cada imagen en el momento de su debut, lo que la tenía bastante tensa, y más encima la muerte de su abuela, que era muy cercana, ocurrió dentro de esta época antes del lanzamiento de su primer sencillo, lo que sin duda hace entender mejor a Ayumi. El vídeo musical de «Poker Face» muestra las distintas estaciones del año, y la artista haciendo el playback en cada una de ellas, cada vez cambiando su estilo de ropa y de peinado.

## Lista de canciones
- CD3" (1998)

1. «Poker face»
2. «FRIEND»
3. «Poker face» -Instrumental-
4. «FRIEND» -Instrumental-

- CD5" (2001)

1. «Poker face»
2. «FRIEND»
3. «Poker face» (KM MARBLE LIFE REMIX)
4. «Poker face» (NAO'S ATTITUDE MIX)
5. «Poker face» (D-Z Spiritual Delusion Mix)
6. «Poker face» (ORIENTA-RHYTHM CLUB MIX)
7. «Poker face» -Instrumental-
8. «FRIEND» -Instrumental-

- Datos: Q300893